# Alchisme bos
Alchisme bos är en insektsart som beskrevs av Leon Fairmaire. Alchisme bos ingår i släktet Alchisme och familjen hornstritar. Inga underarter finns listade i Catalogue of Life.